# Шахтні навантажувально-транспортні машини

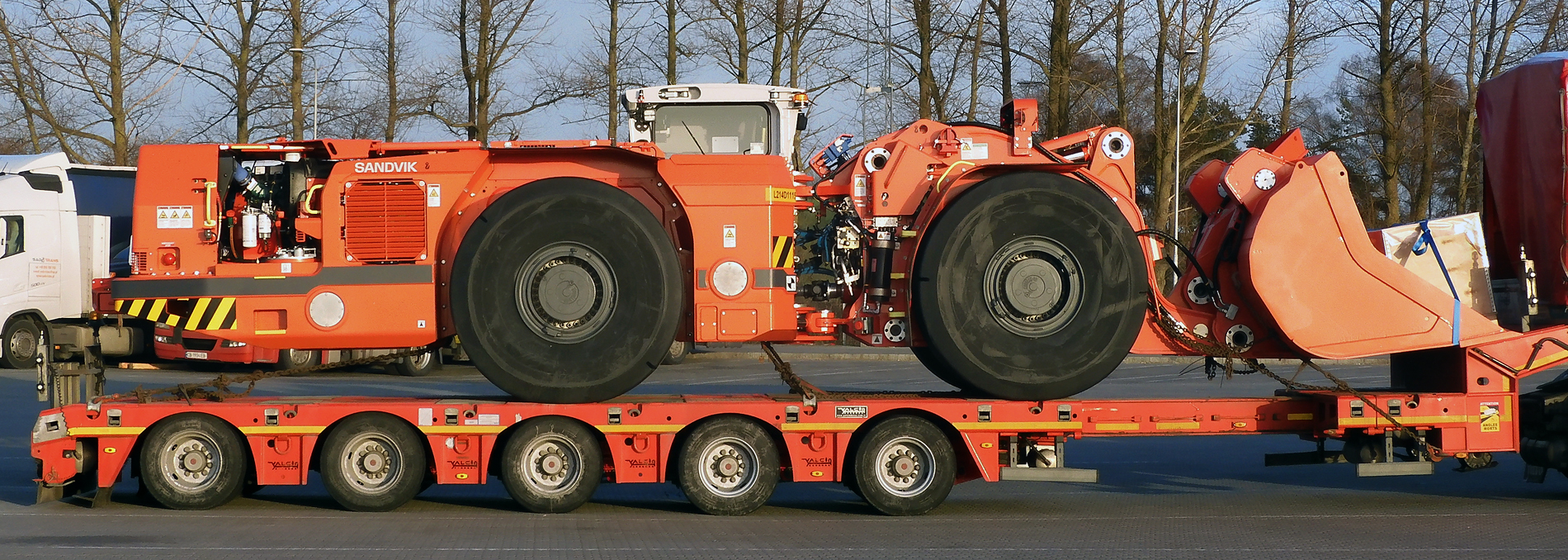
SANDVIK LH 514.

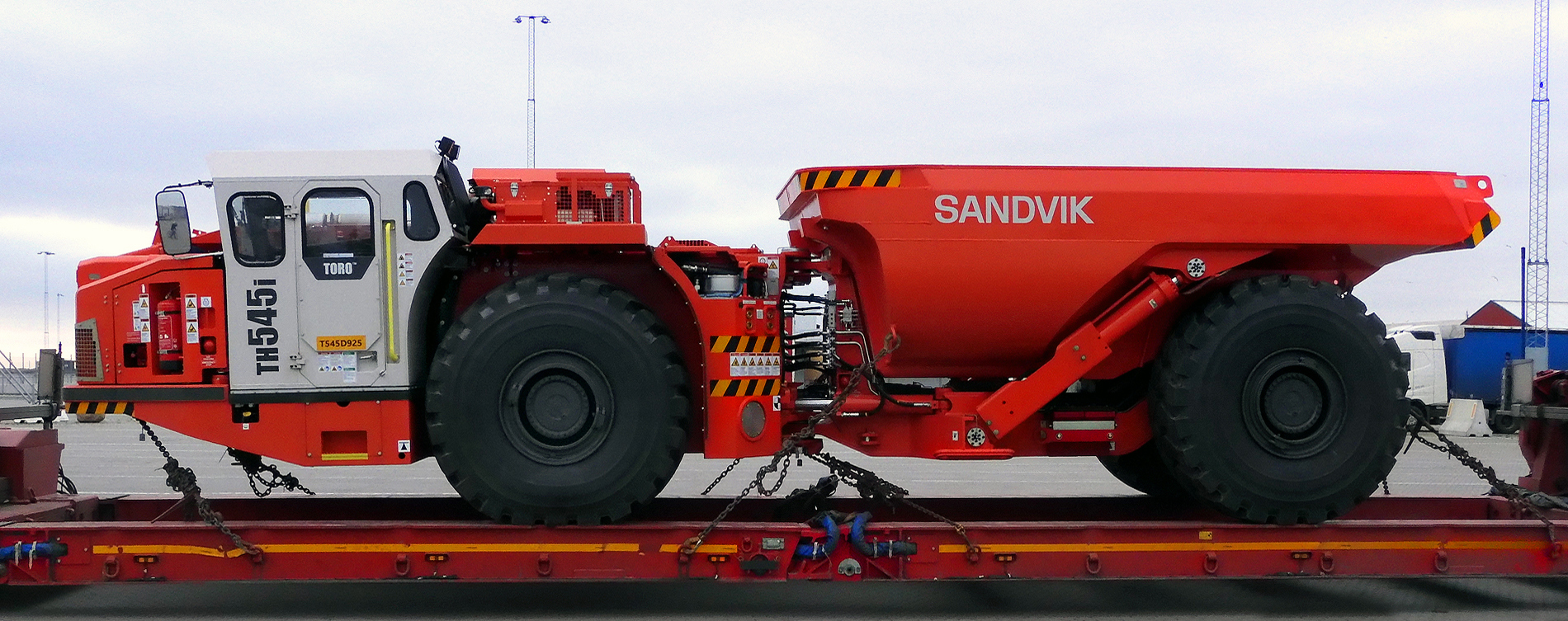
SANDVIK TH 545i.

Шахтні навантажувально-транспортні машини – слугують для навантажування і переміщення відбитої гірничої маси при підземних гірничих роботах. 

## Класифікація
За конструктивним виконанням і принципом дії поділяються на 2 групи: ківшового типу з навантажувально-транспортним ковшем і бункерні з ківшовим навантажувальним органом і акумулюючим бункер-кузовом. Широко застосовуються ківшові Н.-т.м. Осн. переваги: висока потужність і продуктивність, мобільність при автономному приводі, здатність долати підйоми до 20° (порожняком), можливість одночасної роботи в декількох вибоях. Ківшова Н.-т.м. складається з шарнірно-зчленованого шасі на пневмоколісному ходу з обома ведучими мостами, силової установки, ківшового навантажувального органу і кабіни управління. 

## Закордонна техніка
Закордонні фірми, які виробляють Н.-т.м.: “Wagner”, “Eimco” (США), “Jarvis clark” (Канада), “Gutenhoffnungshutte”, “Schopf” (ФРН), “ARA“ (Фінляндія), “Equipment Miner” (Франція), “Kawasaki” (Японія). 

## Бункерні навантажувально-транспортні машини
Бункерні Н.-т.м. призначені для навантажування дрібної гірничої маси і доставки її до місця розвантаження на відстань не більше 100 м в осн. при проходженні гірничо-підгот. і нарізних виробок, коли за умовами вентиляції не можна використовувати потужніші дизельні ківшові Н.-т.м. 
Бункерна Н.-т.м. складається з пневмоколісного шасі з приводом від пневмодвигунів, ківшового робочого органу нижнього черпання місткістю 0,12-0,54 м3, самоскидного бункер-кузова місткістю 0,75-2,5 м3 і системи управління.